# Stratzing
Stratzing ist eine Marktgemeinde mit 883 Einwohnern (Stand 1. Jänner 2025) im Bezirk Krems-Land in Niederösterreich.

## Geografie
Stratzing liegt im Waldviertel auf einer Hochfläche nördlich von Krems. Eingeschnitten in die Hochfläche ist der Stratzingbach, der das Gebiet in die Krems entwässert.
Die Fläche der Marktgemeinde umfasst 5,86 Quadratkilometer. Davon sind 46 Prozent landwirtschaftliche Nutzfläche, 35 Prozent Weingärten und 4 Prozent Wald.

### Gemeindegliederung
Es existieren keine weiteren Katastralgemeinden außer Stratzing.

### Nachbargemeinden
| Droß        | Lengenfeld | Langenlois |
| Senftenberg | Kompass    |            |
|             | Krems      |            |

## Geschichte
Erste Besiedelungen gab es bereits in der Jungsteinzeit. Bei Grabungsarbeiten für einen Wasser-Hochbehälter wurde eine Brandschicht angeschnitten, welche wissenschaftlich ausgewertet wurde. Es wurden Feuerstellen und viele verschiedene Überreste von Steinzeitjägern gefunden, es stellte sich heraus, dass es sich um ein – über mehrere Jahre immer wieder verwendetes – Jagdlager handelte.
Erste Erwähnung fand Stratzing in einer Urkunde des Stiftes Göttweig um 1140 (?) als strazingin. Andere Bezeichnungen für Stratzing waren auch Stränzen oder Stretzingen. Über eine Landschenkung im Jahr 1209 kam das Weinbaugebiet von Stratzing an das in den Voralpen liegende Stift Lilienfeld und wurde vom Schloss Unterdürnbach aus verwaltet. Urkunden aus 1345 zeugen vom Markt und den Bürgern zu Stratzing. Auf Grund der durch den Markt führenden Salz- und Eisenstraße von Wien nach Böhmen und der dadurch entstehenden Gewerbetätigkeiten kam es zur wirtschaftlichen Blüte im 13. bis 16. Jahrhundert.
Kaiser Rudolf II. verlieh am 2. Jänner 1583 dem Markt Stratzing ein Wappen, die Urkunde dazu ging während der Weltkriege verloren. 1619 wurde der Ort im Zuge des Dreißigjährigen Krieges geplündert und vollständig niedergebrannt. Während in den umliegenden Ortschaften 1676 die Pest wütete, blieb Stratzing verschont. Die Stratzinger Bürger legten im Jahre 1679 ein Gelübde ab, das Fest des hl. Sebastian alljährlich besonders zu feiern; auch wurden 3 Pestmarterl errichtet. 1873 blieb Stratzing auch von der Cholera verschont.

### Eingemeindungen
In der NS-Zeit wurde die Gemeinde Stratzing in die Gauhauptstadt Krems an der Donau eingegliedert, 1948 wurde Stratzing wieder selbstständig. Die Marktgemeinde Stratzing wurde 1971 im Zuge der NÖ. Kommunalstrukturverbesserung mit der Gemeinde Droß zur Marktgemeinde Stratzing-Droß zusammengelegt. Zur 400-Jahre-Markterhebungsfeier wurde am 21. Juni 1983 die Wappenurkunde in einer feierlichen Wiederverleihung erneut. Am 1. Jänner 1993 kam es zur politischen Trennung und Stratzing ist seither wieder eine eigenständige Marktgemeinde.

### Archäologie
Am 23. September 1988 fand man unter Leitung von Christine Neugebauer-Maresch auf dem Galgenberg bei Stratzing Steinsplitter, welche zu einer kleinen Statuette zusammengesetzt werden konnten. Die weltweit älteste Frauenstatuette aus Stein war gefunden. Sie stammt von ca. 32.000 v. Chr., ist 7,2 cm groß, 10 g schwer und besteht aus grünlichem Amphibolitschiefer. Als Venus vom Galgenberg bezeichnet, befindet sich die Statuette im Naturhistorischen Museum Wien, wo sie in der permanenten Ausstellung gezeigt wird.

### Einwohnerentwicklung
Nach dem Ergebnis der Volkszählung 2001 gab es 797 Einwohner. 1991 hatte die Marktgemeinde 691 Einwohner, 1981 520 und im Jahr 1971 508 Einwohner.
| Stratzing: Einwohnerzahlen von 1869 bis 2025        | Stratzing: Einwohnerzahlen von 1869 bis 2025 | Stratzing: Einwohnerzahlen von 1869 bis 2025 | Stratzing: Einwohnerzahlen von 1869 bis 2025 | Stratzing: Einwohnerzahlen von 1869 bis 2025 |
| --------------------------------------------------- | -------------------------------------------- | -------------------------------------------- | -------------------------------------------- | -------------------------------------------- |
| Jahr                                                |                                              |                                              |                                              | Einwohner                                    |
| 1869                                                | 1869                                         |                                              | 581                                          | 581                                          |
| 1880                                                | 1880                                         |                                              | 551                                          | 551                                          |
| 1890                                                | 1890                                         |                                              | 548                                          | 548                                          |
| 1900                                                | 1900                                         |                                              | 578                                          | 578                                          |
| 1910                                                | 1910                                         |                                              | 563                                          | 563                                          |
| 1923                                                | 1923                                         |                                              | 499                                          | 499                                          |
| 1934                                                | 1934                                         |                                              | 508                                          | 508                                          |
| 1939                                                | 1939                                         |                                              | 474                                          | 474                                          |
| 1951                                                | 1951                                         |                                              | 492                                          | 492                                          |
| 1961                                                | 1961                                         |                                              | 451                                          | 451                                          |
| 1971                                                | 1971                                         |                                              | 508                                          | 508                                          |
| 1981                                                | 1981                                         |                                              | 520                                          | 520                                          |
| 1991                                                | 1991                                         |                                              | 691                                          | 691                                          |
| 2001                                                | 2001                                         |                                              | 797                                          | 797                                          |
| 2011                                                | 2011                                         |                                              | 808                                          | 808                                          |
| 2021                                                | 2021                                         |                                              | 909                                          | 909                                          |
| 2025                                                | 2025                                         |                                              | 883                                          | 883                                          |
| Quelle(n): Statistik Austria, Gebietsstand 1.1.2021 |                                              |                                              |                                              |                                              |

## Kultur und Sehenswürdigkeiten

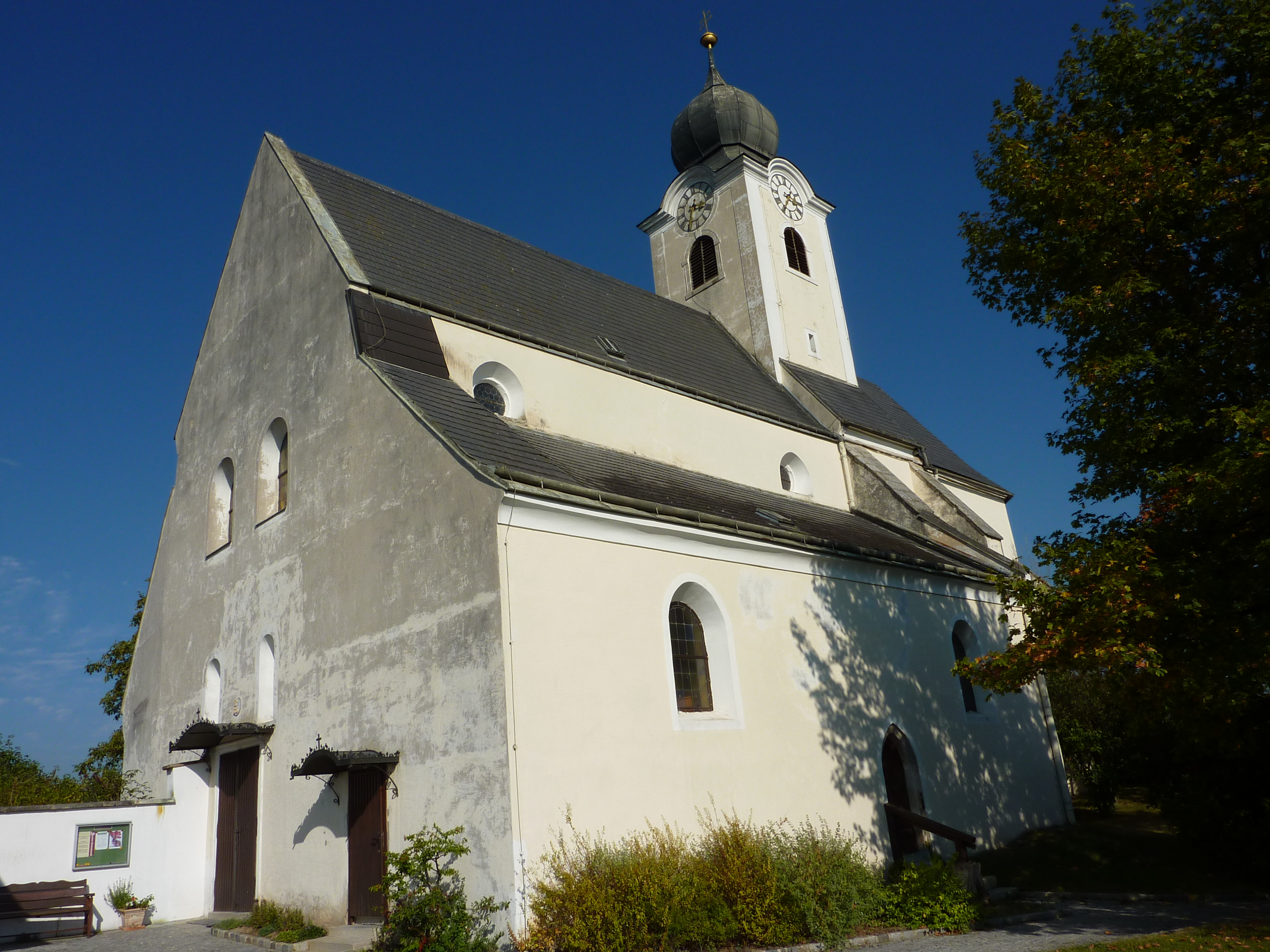
Pfarrkirche Stratzing

- Katholische Pfarrkirche Stratzing hl. Nikolaus

## Wirtschaft und Infrastruktur
Nichtlandwirtschaftliche Arbeitsstätten gab es im Jahr 2001 19, land- und forstwirtschaftliche Betriebe nach der Erhebung 1999 67. Die Zahl der Erwerbstätigen am Wohnort betrug nach der Volkszählung 2001 353. Die Erwerbsquote lag 2001 bei 44,66 Prozent.
Unternehmen
- Weingut Türk, Weinbaubetrieb

### Verkehr
Die wichtigste Straßenverbindung ist die Kremser Straße B37.

## Politik

### Gemeinderat
Der Gemeinderat hat 15 Mitglieder.
- Mit den Gemeinderatswahlen in Niederösterreich 1990 hatte der Gemeinderat folgende Verteilung: 15 ÖVP.
- Mit den Gemeinderatswahlen in Niederösterreich 1995 hatte der Gemeinderat folgende Verteilung: 11 ÖVP, 3 SPÖ und 1 LIF.[2]
- Mit den Gemeinderatswahlen in Niederösterreich 2000 hatte der Gemeinderat folgende Verteilung: 13 ÖVP und 2 SPÖ.[3]
- Mit den Gemeinderatswahlen in Niederösterreich 2005 hatte der Gemeinderat folgende Verteilung: 13 ÖVP und 2 SPÖ.[4]
- Mit den Gemeinderatswahlen in Niederösterreich 2010 hatte der Gemeinderat folgende Verteilung: 13 ÖVP und 2 SPÖ.[5]
- Mit den Gemeinderatswahlen in Niederösterreich 2015 hatte der Gemeinderat folgende Verteilung: 13 ÖVP und 2 SPÖ.[6]
- Mit den Gemeinderatswahlen in Niederösterreich 2020 hatte der Gemeinderat folgende Verteilung: 13 ÖVP und 2 SPÖ.[7]
- Mit den Gemeinderatswahlen in Niederösterreich 2025 hat der Gemeinderat folgende Verteilung: 12 ÖVP und 3 SPÖ.[8]

### Bürgermeister
- bis 2005 Josef Gallauner (ÖVP)
- seit 2005 Josef Schmid (ÖVP)

### Wappen
Rudolf II. verlieh dem Markt Stratzing 1583 ein Wappen. Die Urkunde ging verloren, sodass 1983 eine Wiederverleihung des Wappens erfolgte:
Ein blauer Schild mit einer aus Quadersteinen erbauten silbernen Mauer, mit fünf Zinnen und einem offenen, ein goldenes Fallgitter zeigendem Tor, über dem ein rot-silbern-roter Bindenschild schwebt; hinter der Mauer stehen zwei runde flachgedeckte silberne Türme mit drei Fenstern, zwei zu eins gestellt. Im blauen Feld, drei die Türme begleitende, zueinander gekehrte goldene Lilien.

### Gemeindepartnerschaften
- seit 2003 Bad Vigaun im Land Salzburg.[10]

## Persönlichkeiten

### Söhne und Töchter der Gemeinde
- Bartholomäus Widmayer (1873–1931), Ordenspriester und Schriftsteller
- Erwin Nowak (1930–2004), Beamter und Präsident des Österreichischen Bundesfeuerwehrverbandes, lebte im Ort